# Hylocereus setaceus
Hylocereus setaceus är en kaktusväxtart som först beskrevs av Salm-dyck och Dc., och fick sitt nu gällande namn av Ralf Bauer. Hylocereus setaceus ingår i släktet Hylocereus och familjen kaktusväxter. Inga underarter finns listade i Catalogue of Life.

## Bildgalleri

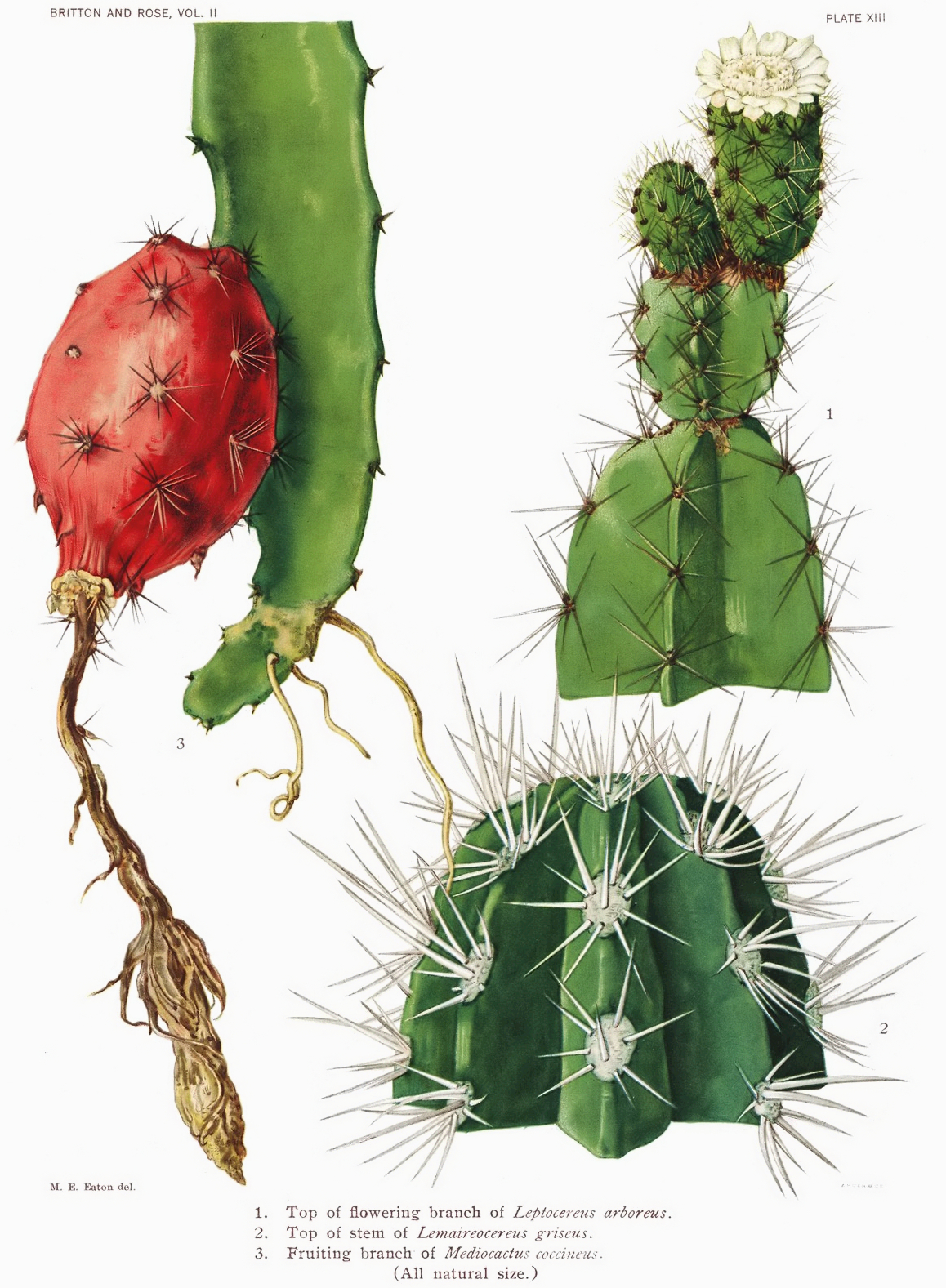